# Tilacoide

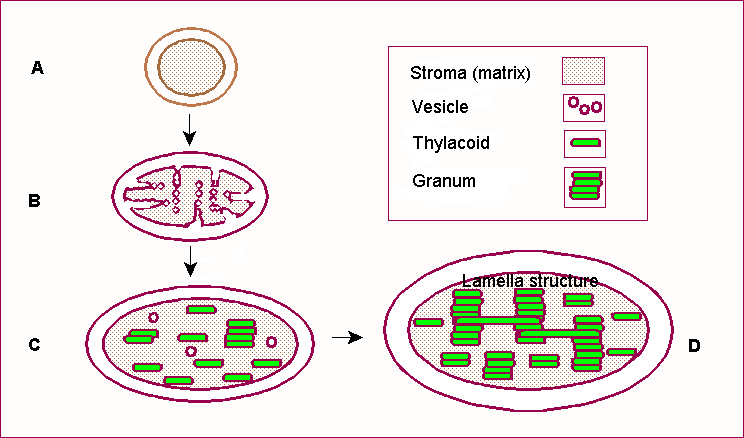

I tilacoidi  costituiscono un complesso sistema di sacculi delimitati da membrana immersi nel liquido stromatico. I tilacoidi hanno forma di sacchetti appiattiti e hanno la funzione di raccogliere l'energia luminosa e immagazzinarla durante la fase luminosa della fotosintesi. Rappresentano quindi il luogo dove avvengono tutte le reazioni luce-dipendenti di tale processo.
Le membrane tilacoidali individuano nella parte interna del cloroplasto due ambienti con pH differente, cosa necessaria per la fotosintesi:
lume tilacoidale, costituisce la parte liquida racchiusa dalle membrane tilacoidali; è acido per la concentrazione di ioni ione H+ che si verifica in seguito alla fase luminosa della fotosintesi;
lo stroma, costituisce la porzione liquida esterna ai tilacoidi; poiché con le reazioni luminose gli ioni idrogeno vengono spostati verso il lume tilacoidale, il pH dello stroma si alza.
Sulla membrana tilacoidale sono inseriti:
- sistema antenna: complessi proteici associati di pigmenti che raccolgono la luce da trasferire ai fotosistemi
- centro di reazione del fotosistema: una molecola di clorofilla (tipo a) assorbe una quantità di energia sufficiente a farle perdere un elettrone, si carica così positivamente.
- fotosistema II: sposta gli elettroni dall'acqua al plastochinone
- citocromo b6f: sposta gli elettroni dal plastochinone alla plastocianina
- fotosistema I: sposta gli elettroni dalla plastocianina al NADPH
- ATP-sintasi: sfrutta il flusso di ioni idrogeno dal lume allo stroma per la sintesi di ATP

Le membrane tilacoidali possono trovarsi esposte allo stroma o associate tra loro. L'associazione di membrane tilacoidali per appressamento origina degli impilamenti detti grana. I sacculi impilati sono collegati tra loro da sacculi non impilati che costituiscono i tilacoidi stromatici. I grana sono ricchi in fotosistema II e in antenne, i tilacodi stromatici e, in generale, le zone esposte allo stroma, sono ricchi in fotosistema I e ATP-sintetasi. Lo spazio in cui i tilacoidi si appressano è detto partizione. L'estensione degli impilamenti è legata all'acclimatazione del cloroplasto nei confronti della radiazione luminosa disponibile.
Nei cianobatteri i tilacoidi sono liberi nel citoplasma e sono la sede delle reazioni luminose della fotosintesi. Sono coperti da ficobilisomi, complessi proteici associati a pigmenti accessori chiamati ficobiline.